# Get Up
"Get Up" är en låt av den amerikanska sångerskan Ciara. Singeln släpptes den 25 juli 2006 som den första singeln från soundtracket till filmen Step Up (2006) och som den ledande singeln från Ciaras andra studioalbum, Ciara: The Evolution. I låten medverkar rapparen Chamillionaire. Ciara och Chamillionaire skrev låten med Ciaras mentor, Jazze Pha, som även producerade låten. "Get Up" är en låt av genren hiphop, som innehar element av R&B och danspop och en mild crunkbeat. Låten mottogs med positiva recensioner från kritiker, som jämförde den med "1, 2 Step", en av Ciaras tidigare singlar.
"Get Up" nådde topp tio i Nya Zeeland och USA och blev hennes fjärde singel att nå topp tio. Den certifierades guld i USA av Recording Industry Association of America. Låtens musikvideo, som utspelar sig i en klubb omgiven av en stadsbild, använder sig av visuella effekter som CGI-animering och Uniluxstroboskop. Ciara har framfört låten ett antal gånger, bland annat på Macy's Thanksgiving Day Parade och under den andra säsongen av So You Think You Can Dance.

## Bakgrund och komposition
I en intervju med MTV News bekräftade Ciara att hon hade skrivit och producerat en låt med sin mentor Jazze Pha, som skulle vara med på soundtracket till Step Up, med Channing Tatum och Jenna Dewan. "Get Up", som har en längd på tre minuter och sjutton sekunder, är en R&B-låt med böjelser mot hiphop och danspop. Låten är skriven i tonarten C-moll. Ciaras sång sträcker sig från den låga noten E♭3 till C5. Låten bär på en minimal crunkbeat, som beledsagas med Ciaras "skimrande sång." Baz Dresinger från Blender noterade likheter mellan låten och en av hennes tidigare singlar, "1, 2 Step." Dorian Lynskey från The Guardian skrev att låten "blinkar" mot Kraftwerks "Tour de France." "Get Up" släpptes digitalt och som en vinylskiva den 25 juli 2006. Låten släpptes som en CD-singel internationellt den 11 september 2006.
Ciara har framfört låten ett antal gånger. Hon framförde den under säsongsfinalen av den andra säsongen av So You Think You Can Dance. Sedan framförde hon låten på The Ellen DeGeneres Show den 5 december 2006, samt på Macy's Thanksgiving Day Parade 2006, St. Lucia Jazz Festival 2006, och på MTV Goes Gold: New Year's Eve 2007.

## Mottagande
Andy Kellman från Allmusic och Bill Lamb från About.com ansåg låten som en av de bästa på Ciara: The Evolution. Jody Rosen från Entertainment Weekly kallade låten en "blipping låt" som fastnar. Dan Gennoe från Yahoo! Music UK skrev att låtar som "Get Up", "That's Right" och "Like a Boy," "återupplivar den minimala crunkslipan som hjälpte hennes debut att sälja tre miljoner exemplar." Tammy La Gorce, en redaktionell recensent för Amazon.com sade att den "Chamillionaire-pumpade"-låten var "ett 'spela-den-högt'-klubbnummer, full av hiphop-värme." Matt Cibula från PopMatters skrev att låten saknar "emotionell påverkan" och att den "ropar efter bas", men han tyckte att den "bjuder långt till att vara den stora danshiten från detta album." Cibula tyckte även att Chamillionaires rappande var "tjusigt."

## Listframgångar
"Get Up" debuterade som nummer nittiotre på Billboard Hot 100, baserat på radiospelningar. Efter att ha släppts digitalt, debuterade den som nummer tre på Hot Digital Songs och nådde nummer sju på Hot 100. Den nådde även nummer sju på Hot 100 Airplay och nummer tretton på Pop 100. Låten blev Ciaras fjärde singel att nå topp tio på Hot R&B/Hip-Hop Songs. "Get Up" certifierades guld i USA av Recording Industry Association of America, som betecknar transporter av 500 000 exemplar. I Nya Zeeland debuterade låten som nummer nio och nådde nummer fem en vecka senare. Låtens måttliga framgång i Europa resulterade i att låten nådde nummer åttiosex på European Hot 100 Singles. I Österrike debuterade låten som nummer sjuttiotvå och nådde nummer femtionio den 20 oktober 2006. "Get Up" nådde tjugonio i Tyskland och tillbringade sju veckor på listan. I Storbritannien nådde låten nummer 187.

## Musikvideo
Låtens musikvideo spelades in den 30 juni 2006 i Los Angeles och regisserades av Joseph Kahn. Videon innehåller flera specialeffekter, inklusive effekten av makroobjektiv på verkliga kroppar, CGI-kroppar och 2D-morfar. Videon följer Ciara när hon går till en nattklubb. Klippet börjar med sångerskan att vaknar vid midnatt i en svart reflekterande lägenhet. Hon är klädd i svart och börjar att lämna lägenheten genom byggnadens brandstege. När hon anländer utanför, börjar fönstren av byggnaden att lysa upp och blekna. Månen, stjärnor och lyktstolpar skapar en stroboskopeffekt. Vita reflexer på gatan sveper runt Ciara och hon omges av dansare från Step Up. De går mot en mörk trappa och in en klubb. När alla anländer på taket möter Ciara Chamillionaire, som sjunger sin vers. Därefter gör Channing Tatum och Jenna Dewan framträdanden i danssekvenser. Ljusen av stadsbilden börjar pulsera med musiken och regn faller på publiken. Uniluxstroboskop används för att belysa regnet. Henry Adaso från About.com gav videon tre och en halv stjärna av fem möjliga. Han sade att även om låten var en sommarhit, hamnar den i skymundan för Beyoncés video till "Déjà Vu."

## Topplistor och certifikat
| Topplista (2006-2007)                        | Högsta position |
| -------------------------------------------- | --------------- |
| European Hot 100 Singles                     | 86              |
| Nya Zeeland (RIANZ)                          | 5               |
| Schweiz (Media Control AG)                   | 17              |
| Storbritannien (The Official Charts Company) | 187             |
| Tyskland (Media Control AG)                  | 29              |
| USA Billboard Hot 100                        | 7               |
| USA Hot R&B/Hip-Hop Songs (Billboard)        | 10              |
| USA Pop 100 (Billboard)                      | 13              |
| USA Pop Songs (Billboard)                    | 15              |
| Österrike (Ö3 Austria Top 40)                | 59              |

| Land | Certifikat |
| ---- | ---------- |
| USA  | Guld       |

### Fotnoter
1. 1 2 3 4  Vineyard, Jennifer (27 juni 2006). ”Ciara Dances In The Dark With Chamillionaire In 'Get Up' Video” (på engelska). MTV News. MTV Networks (Viacom). Arkiverad från originalet den 15 januari 2009. https://web.archive.org/web/20090115064235/http://www.mtv.com/news/articles/1535197/20060627/ciara.jhtml. Läst 8 december 2010.
2. 1 2  ”Ciara - The Evolution” (på engelska). About.com. The New York Times Company. Arkiverad från originalet den 15 juni 2010. https://web.archive.org/web/20100615085329/http://top40.about.com/od/albums/fr/ciaraevolution.htm. Läst 4 december 2010.
3. 1 2  Gennoe, Dan. ”Ciara - The Evolution” (på engelska). Yahoo! Music UK. Yahoo!. Arkiverad från originalet den 27 april 2007. https://web.archive.org/web/20070427183632/http://uk.launch.yahoo.com/070413/33/217mw.html. Läst 4 december 2010.
4. ↑  Dreisinger, Baz. ”Ciara: The Evolution - Blender” (på engelska). Blender. Arkiverad från originalet den 25 april 2009. https://web.archive.org/web/20090425143702/http://www.blender.com/guide/new/54381/ciara-evolution.html. Läst 24 november 2010.
5. ↑  Lynskey, Dorian (6 april 2007). ”CD: Ciara, The Evolution” (på engelska). The Guardian. guardian.co.uk. http://www.guardian.co.uk/music/2007/apr/06/urban.shopping1. Läst 16 januari 2011.
6. ↑  ”Get Up [Vinyl]:Ciara: Music” (på engelska). Amazon.com. Amazon Inc. http://www.amazon.com/Get-Up-Vinyl-Ciara/dp/B000GG4YA0/ref=sr_1_8?ie=UTF8&s=music&qid=1291862642&sr=1-8. Läst 8 december 2010.
7. ↑  ”Get Up, Pt. 1: Ciara, Chamillionare: Music” (på engelska). Amazon.com. Amazon Inc. http://www.amazon.com/Get-Up-Pt-1-Ciara/dp/B000GYI5T8/ref=sr_1_11?ie=UTF8&qid=1291862517&sr=8-11. Läst 8 december 2010.
8. ↑  "Finale".   So You Think You Can Dance.  16 augusti 2006.
9. ↑  "5 december 2006".   The Ellen DeGeneres Show.  5 december 2006. Nr. 522.
10. ↑  "2006".   Macy's Thanksgiving Day Parade.  26 november 2006.
11. ↑  ”Previous St. Lucia Jazz Lineups” (på engelska). stluciajazz.org. Saint Lucia Tourist Board. Arkiverad från originalet den 9 januari 2011. https://web.archive.org/web/20110109042056/http://www.stluciajazz.org/jazz_events/prevperf.asp. Läst 8 december 2010.
12. ↑  ”For The Record: Quick News On JoJo, Notorious B.I.G., Proof, Trey Anastasio, Muse, Nintendo Wii & More” (på engelska). MTV News. MTV Networks (Viacom). 15 december 2006. Arkiverad från originalet den 25 april 2010. https://web.archive.org/web/20100425194031/http://www.mtv.com/news/articles/1548110/20061215/jojo_pop_.jhtml. Läst 8 december 2010.
13. ↑  Kellman, Andy. ”The Evolution - Ciara” (på engelska). Allmusic. Rovi Corporation. http://www.allmusic.com/album/the-evolution-r932999/review. Läst 16 januari 2011.
14. ↑  Rosen, Jody (4 december 2006). ”Ciara: The Evolution” (på engelska). Entertainment Weekly. Arkiverad från originalet den 15 december 2013. https://web.archive.org/web/20131215031955/http://www.ew.com/ew/article/0,,1564585,00.html. Läst 24 november 2010.
15. ↑  La Gorce, Tammy. ”Ciara: The Evolution [Enhanced, Limited Edition]” (på engelska). Amazon.com. Amazon Inc. http://www.amazon.com/Ciara-Evolution/dp/B000JJSJFA/sr=1-1/qid=1165972018/ref=pd_bbs_sr_1/104-6498607-9646323?ie=UTF8&s=music. Läst 4 december 2010.
16. ↑  Cibula, Matt. ”Ciara: Ciara: The Evolution” (på engelska). PopMatters. http://www.popmatters.com/pm/review/ciara-ciara-the-evolution. Läst 7 december 2010.
17. ↑  ”US Singles Top 100 (August 12, 2006)” (på engelska). aCharts.us. http://acharts.us/us_singles_top_100/2006/32. Läst 16 januari 2011.
18. 1 2 3  ”Ciara - Billboard Singles” (på engelska). Allmusic. Rovi Corporation. http://www.allmusic.com/artist/ciara-p662408/charts-awards/billboard-singles. Läst 16 januari 2011.
19. 1 2  ”RIAA Searchable Database – "Ciara"” (på engelska). Recording Industry Association of America. Arkiverad från originalet den 13 september 2012. https://archive.is/20120913013050/http://www.riaa.com/goldandplatinumdata.php?resultpage=1&table=SEARCH_RESULTS&action=&title=&artist=Ciara&format=&debutLP=&category=&sex=&releaseDate=&requestNo=&type=&level=&label=&company=&certificationDate=&awardDescription=&catalogNo=&aSex=&rec_id=&charField=&gold=&platinum=&multiPlat=&level2=&certDate=&album=&id=&after=&before=&startMonth=1&endMonth=1&startYear=1958&endYear=2008&sort=Artist&perPage=25. Läst 7 december 2010.
20. 1 2  ”charts.org.nz - Ciara feat. Chamillionaire - Get Up” (på engelska). Top 40 Singles. Hung Medien. Arkiverad från originalet den 11 oktober 2011. https://web.archive.org/web/20111011101731/http://www.charts.org.nz/showitem.asp?interpret=Ciara%20feat.%20Chamillionaire&titel=Get%20Up&cat=s. Läst 16 januari 2011.
21. 1 2  ”Ciara Album & Song Chart History” (på engelska). European Hot 100 för Ciara. Prometheus Global Media. http://www.billboard.com/#/artist/Ciara/chart-history/617021?f=349&g=Singles. Läst 16 januari 2011.
22. 1 2  ”Ciara feat. Chamillionaire - Get Up - austriancharts.at” (på tyska). Ö3 Austria Top 40. Hung Medien. http://www.austriancharts.at/showitem.asp?interpret=Ciara+feat.+Chamillionaire&titel=Get+Up&cat=s. Läst 16 januari 2011.
23. 1 2  ”Musicline.de - Chartverfolgung - Ciara - Get Up” (på tyska). Media Control Charts. PhonoNet GmbH. Arkiverad från originalet den 9 oktober 2012. https://web.archive.org/web/20121009083151/http://www.musicline.de/de/chartverfolgung_summary/artist/Ciara?type=single. Läst 16 januari 2011.
24. 1 2  ”Chart Log UK” (på engelska). Zobbel.de. http://www.zobbel.de/cluk/CLUK2007.HTM. Läst 16 januari 2011.
25. ↑  Adaso, Henry. ”Ciara ft. Chamillionaire - Get Up Video” (på engelska). About.com. The New York Times Company. Arkiverad från originalet den 18 augusti 2011. https://web.archive.org/web/20110818145016/http://rap.about.com/od/hiphopvideos/v/CiaraGetUpVideo.htm. Läst 6 december 2010.
26. ↑  ”Ciara feat. Chamillionaire - Get Up - swisscharts.com” (på engelska). Media Control Charts. Hung Medien. http://www.swisscharts.com/showitem.asp?interpret=Ciara+feat.+Chamillionaire&titel=Get+Up&cat=s. Läst 16 januari 2011.
27. ↑  ”Ciara Album & Song Chart History” (på engelska). Billboard Hot 100 för Ciara. Prometheus Global Media. http://www.billboard.com/#/artist/Ciara/chart-history/617021?f=379&g=Singles. Läst 16 januari 2011.
28. ↑  ”Ciara Album & Song Chart History” (på engelska). Billboard Hot R&B/Hip-Hop Songs för Ciara. Prometheus Global Media. http://www.billboard.com/#/artist/Ciara/chart-history/617021?f=367&g=Singles. Läst 16 januari 2011.
29. ↑  ”Ciara Album & Song Chart History” (på engelska). Billboard Pop Songs för Ciara. Prometheus Global Media. http://www.billboard.com/#/artist/Ciara/chart-history/617021?f=381&g=Singles. Läst 16 januari 2011.